# 移動知
移動知（いどうち、mobiligence）とは生物の適応的行動能力の解明を目指す一つの考え方、作業仮説である。これは、生物が動くことで生じる、「身体」と「脳」と「環境」の動的な相互作用によって適応的に行動する知が発現する、というものである。
人間を含め動物は、様々な環境において適応的に行動することができる。このような行動能力は、生物生存のために最も基本的かつ不可欠な知的機能である。この適応的行動能力は、生物自身の脳や身体の損傷によって損なわれることが知られている。しかしながら、このような損傷のメカニズム、より一般的には、生物が適応的な行動を発現させるメカニズムはほとんど明らかになっていない。 そこで移動知という考え方が提案されている。
ロボティクスでは、認知主体はまず知覚を行い、環境を認識し、それに基づき行動を計画し、実行（移動・運動）すると考える。それに対し、移動知では、認知主体が能動的に動くことによって、環境を知覚・認知するとともに、それに基づいて、実時間で適応的な行動を動的に生成すると捉える。
従来の生物学の分析的アプローチでは、運動中の状態をすべて網羅的に把握することは難しい。そこで移動知概念に基づいた研究では、神経生理学、生態学などの生物学の方法論と、システム工学、ロボティクスなどの工学の方法論を融合させ、動的な生体システムモデルを構成するという、構成論的・システム論的アプローチを取る。
上記の解明を目的とし、平成17年より5年間のプログラムとして、文科省科研費特定領域「身体・脳・環境の相互作用による適応的運動機能の発現－移動知の構成論的理解－」（略称：移動知）が開始された。そこでは、様々な生物の個々の具体的な適応行動を対象として、環境の変化を認知し情報を生成するメカニズム（環境適応）、環境に対して身体を適応させ制御するメカニズム（身体適応）、 他者ならびにその集合体としての社会に自身を適応させるメカニズム（社会適応）の解明とともに、それらの背後にある、移動知生成の力学的共通原理の解明に向けた研究が行われた。